# Sant Esteve de Nidoleres
Sant Esteve de Nidoleres fou l'església parroquial del poble de Nidoleres, pertanyent a la comuna de Trasserra, a la comarca del Rosselló (Catalunya Nord).
Està situada a llevant del poble de Nidoleres, a prop i al sud-est del Mas Escudier, al Pla de la Creu Verda.